# هال بارن

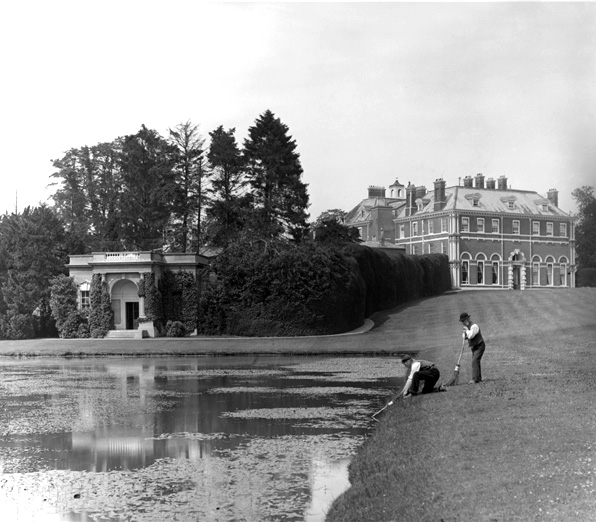
هال بارن و لنگرگاه قایقی‌اش در سال ۱۸۹۸ میلادی

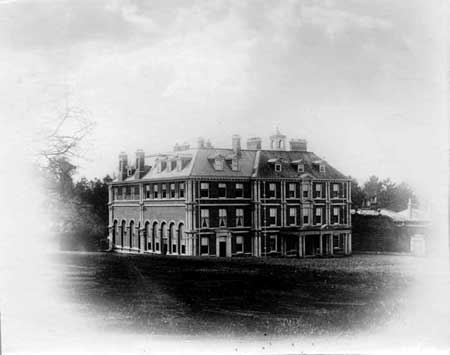
هال بارن، حوالی سال ۱۹۰۰ میلادی

هال بارن (انگلیسی: Hall Barn) یک عمارت تاریخی قدیمی است که در بکونزفیلد در ناحیهٔ داکس جنوبی واقع در باکینگهام‌شر قرار دارد.
این عمارت در اواسط قرن هفدهم میلادی برای سیاستمدار و شاعر بریتانیایی «ادموند والر» ساخته شد که در چندین دوره، مابین سال‌های ۱۶۲۴ تا ۱۶۷۹ میلادی، نمایندهٔ مجلس عوام بریتانیا بود.
این خانه در سال ۱۸۳۲ میلادی به «بارون نخست برنهام، اروارد لوی-لاسن» فروخته شد که آنرا چندین مرتبه بازسازی و احیا کرد.
هال بارن در سال ۱۹۵۰ میلادی، در زمرهٔ بناهایی فهرست‌شدهٔ درجه دوم بریتانیا قرار گرفت.
صحنه‌هایی از فیلم گاسفورد پارک و سریال‌های آدمکشان میدسامر (فصل ۷، قسمت ۴) و دانتون ابی در این مکان فیلم‌برداری شده‌اند.